# Radovan Vlatković
Radovan Vlatković (Zagreb, República Federal Socialista de Iugoslàvia, 1962) és un músic croat, solista de trompa. Realitzà els seus primers estudis a la seua ciutat natal. Continuà la seua formació musical a l'Acadèmia de Música de Detmold (Alemanya), on es va diplomar com a solista.
A 1979 va obtindre el primer premi del Concurs Internacional d'Ancona i a 1983 el de la ARD de Múnich. Quasi de forma immediata aquests premis el van portar per molts festivals de música a Europa, Estats Units, Àsia i Austràlia. Entre 1982 i 1990 va ser primer trompa de l'Orquestra de la Radio de Berlín, i després d'açò s'ha dedicat completament a l'activitat com a solista i a la pedagogia del seu instrument. Entre 1992 i 1998 va ser professor de trompa a l'Escola Superior de Música de Stuttgart i des d'aleshores ho és al Mozarteum de Salzburgo. Com a solista ha actuat amb orquestres com les de la Radio de Berlín i Baviera, BBC de Londres, Càmera Anglesa, Academia de Saint Martin in the Fields, Camerata Acadèmica del Mozarteum de Salzburg, Yomiuri Orchestra, Orquestra de Tòkio i Orquestra de la NHK. Com a intèrpret de música de cambra ha actuat amb Vladímir Aixkenazi, Heinz Holliger, Gidon Kremer, Aurèle Nicolet i András Schiff, d'entre altres, amb qui ha gravat diversos discs.
Des del curs 2000-2001 és professor titular de la Càtedra de Trompa de l'Escola Superior de Música Reina Sofía de Madrid.

## Discografia
Entre els seus treballs destacarem els següents com a solista:
- Wolfgang Amadeus Mozart: Horn Concerto Nos.1–4, Dirigent: Jeffrey Tate, English Chamber Orchestra
- Wolfgang Amadeus Mozart: Complete Edition Vol 5 – Serenades, Divertimenti, Philips
- Wolfgang Amadeus Mozart: Set Your Life To Music – Mozart For Your Modem, Philips
- Hindemith: Complete Sonatas Vol 4,/ Ensemble Villa Musica, Md&g (Dabringhaus & Grimm) Gold